# Limestone Island
Limestone Island, auch als Matakohe oder Motu Matakohe bekannt, ist eine Insel im Whangārei Harbour auf der Nordinsel von Neuseeland.

## Geographie
Die 65 m hohe und rund 37 Hektar große Insel befindet sich im nördlichen Teil des Naturhafens, rund 525 m südlich der Halbinsel, auf dem sich der Flughafen von Whangārei befindet. Die Insel erstreckt sich über 1175 m in Südwest-Nordost-Richtung und verfügt über eine maximale Breite von 465 m in Südost-Nordwest-Richtung.

## Nutzung
Der größte Teil der Insel wird landwirtschaftlich genutzt. Lediglich zu den Uferseiten besteht ein Restbestand von Wald. Im Nordosten der Insel befindet sich ein Steinbruch, in dem Kalkstein (Limestone) abgebaut wurde, weshalb die Insel auch ihren Namen bekam.

## Geschichte
Einst wurde die Insel von Māori bewohnt und es befand sich dort ein Pā. Mit den europäischen Einwanderern entwickelte sich dann auf der Insel der Flachshandel, es wurden dort Boote gebaut und die Insel war Sitz einer Reederei. Bekannt war die Insel auch durch den Matakohe Limestone, der zeitweise dort abgebaut wurde. In den 1960er Jahren befand sich die Insel in einem sehr schlechten Zustand, mit nur noch wenigen Bäume. Hauptnutzer der Insel waren seinerzeit Schiffsbesatzungen von Schiffen, die in den Hafen einliefen und ihren Müll zur Entsorgung in einer Verbrennungsanlage auf der Insel ablieferten. 1989 bekam der Whangarei District Council die Insel geschenkt. Seit dieser Zeit bemüht man sich um die Beseitigung von Schäden und versucht der Natur wieder ihren Raum zu geben.